# Teresa Casserras i Moreno
Teresa Casserras i Moreno, també coneguda com a Sessa, és una constructora d'imatgeria festiva que s'encarrega del Taller Casserras de Solsona des de l'any 2015.
Filla del mestre geganter Manel Casserras i Solé, i neta de Manel Casserras i Boix, l'any 2015 deixà la seva feina en el món de la biotecnologia per passar a dirigir el Taller familiar, un dels obradors més antics de Catalunya, i a treballar en la línia que ja havien marcar pare i avi anteriorment, amb la idea de conservar tots els mètodes tradicionals, des del material fins a la pintura.